# Lỗ U công
Lỗ U công (chữ Hán: 魯幽公, trị vì 986 TCN-973 TCN), tên thật là Cơ Tể (姬宰), là vị quân chủ thứ tư của nước Lỗ - chư hầu nhà Chu trong lịch sử Trung Quốc.
Cơ Tể là con trai của Lỗ Dương công, vị vua thứ ba của nước Lỗ. Năm 987 TCN, Dương công qua đời, Cơ Tể lên ngôi, tức Lỗ U công.
Năm 973 TCN, ông bị em trai là Cơ Hi giết để đoạt ngôi. Lỗ U công làm vua được 14 năm. Cơ Hi lên làm vua, xưng là Lỗ Ngụy công.